# WikiVet
WikiVet é um wiki de conteúdo veterinário, executado através do software MediaWiki.O projeto é uma iniciativa colaborativa que envolve faculdades britânicas de Medicina Veterinária e apoiadores externos e tem como objetivo principal a criação de uma base de conhecimentos on-line abrangente, que visa cobrir toda a grade curricular médico veterinária e fornecer uma fonte de referência confiável para estudantes de veterinária, enfermeiros e graduados em qualquer lugar do mundo. O projeto wikivet agora faz parte da Fundação Educacional wikivet (caridade registrada número 1.160.546), que foi criada em fevereiro de 2015.

## Objetivos
objetivos principais do wikivet são:
- Fornecer uma base de conhecimento abrangente, cobrindo todos os aspectos da ciência veterinária para todas as espécies domésticas;
- Atualizar todo o currículo veterinária e relacionado, a fim de fornecer uma fonte confiável  para os estudantes em qualquer lugar do mundo;
- Utilizar as novas oportunidades oferecidas pelo e-learning para apoiar a aprendizagem ao longo da vida profissional;
- Promover uma nova comunidade de educadores veterinários, estudantes e profissionais que usam mídia social com um interesse comum na educação veterinária;
- Criar um modelo sustentável que assegura a viabilidade a longo prazo e crescimento do site.

## Desenvolvimento
Uma característica do wikivet é o nível de cooperação envolvidos entre acadêmicos em diferentes escolas e o envolvimento direto dos alunos. O projeto surgiu de existentes colaborações entre escolas veterinárias, e mais de 40 estudantes e pós-graduação autores trabalharam ou estão trabalhando, em conjunto escrever a maior parte do conteúdo, que é então analisado por graduados e / ou peritos recentes em um campo específico.
Embora wikivet é criado de uma maneira semelhante à Wikipedia, existem três diferenças distintas entre os dois. Além do conteúdo específico da currículo veterinária, os artigos são revisados por especialistas da área, e acesso a partes do site é restrito à comunidade veterinária. Isso garante a precisão das informações e reflete a natureza sensível de grande parte do conteúdo.

## Historia
Wikivet foi criada em 2007 para fornecer acesso on-line a um currículo veterinária abrangente. O consórcio foi inicialmente formado por três Reino Unido escolas veterinárias ( Royal Veterinary College , o Real (Dick) Escola de Estudos Veterinária da Universidade de Edimburgo e do Departamento de Medicina Veterinária da Universidade de Cambridge) e posteriormente foi acompanhado por Nottingham. Agora tem crescido para incluir mais de 15 instituições acadêmicas associados adicionais, bem como a formação de uma associação estreita com as partes do sector veterinário comercial. Wikivet agora tem uma base de usuários registrada de mais de 45.000 membros, dos quais cerca de 60% são estudantes de veterinária de mais de 100 países ao redor do mundo.

## Conteúdo
O site wikivet fornece uma extensa base de conhecimento apoiada por materiais de aprendizagem interactiva. Esta mistura pedagógica de recursos online foi desenvolvido com base no feedback dos educadores veterinários e grupos focais de alunos. Esta mistura tem evoluído com o tempo a partir de um wiki multi-user generated a um pacote de aprendizagem mais complexa integração de recursos do currículo com texto suplementar e referências fornecidas por uma equipe de empregados dos autores. O site agora tem uma das maiores coleção veterinária de recursos educacionais na web. Wikivet continua a crescer e agora oferece aos usuários registrados de acesso gratuito à:
Mais de 5.000 ativos que compõem o texto, diagramas e imagens que cobrem temas relevantes para ciências básicas veterinários, clínica médica, de enfermagem veterinária e o público em geral
Flashcards com links para páginas wikivet e livros comerciais
Um banco de dados de mais de 300 perguntas de escolha múltipla e de feedback de autoria de especialistas no assunto
Um conjunto abrangente de arrastar e soltar exercícios em uma ampla gama de tópicos
Um site Facebook e Twitter ligada alimentar com atualizações regulares e links para o site
sub sites de espanhol e francês com um subconjunto de conteúdo traduzido
Um banco de dados de vídeo, incluindo mais de 200 vídeos veterinários para melhorar o conteúdo do site
Links para referências de chave e artigos em texto completo através do banco de dados CABI
Wikivet tem sido dependente da generosidade de um grande número de organizações se comprometeram a apoiar a educação veterinária. Estes incluem Mars Petcare, a Academia de Ensino Superior, RCVS Trust, Alianças Globais Pfizer, Ceva, eo Santuário Donkey que todos fornecidos financiamento. Outras organizações que têm ajudado com o fornecimento de conteúdo e suporte incluindo Elsevier, CRC Publishing, CABI, IVIS e VetPrep. Em adição colegas e estudantes de todas as escolas de veterinária colaboram têm sido fundamentais para o sucesso projetos. Finalmente, o site tem sido dependente da boa vontade e do tempo de numerosos estudantes voluntários e acadêmicos de todo o mundo.